# 霍利鎮區 (密歇根州)
霍利鎮區（英語：Holly Township）是位於美國密歇根州奧克蘭縣的一個行政鎮區。

## 地方資料
霍利鎮區的面積為94.33平方千米，當中陸地面積為89.30平方千米，而水域面積為5.02平方千米。根據2020年美國人口普查的數據，當地共有人口12006人，而人口密度為每平方千米127.28人。